# Кушнир, Александр Исаакович
Алекса́ндр Исаа́кович Кушни́р (род. 31 октября 1964, Киев) — журналист, музыкальный продюсер, генеральный директор музыкально-информационного агентства «Кушнир Продакшн», автор ряда книг о советской и российской музыке, в том числе «100 магнитоальбомов советского рока», «Сергей Курёхин. Безумная механика русского рока» и др. Автор текстов для антологии компакт-дисков групп «Наутилус Помпилиус», «Аквариум», серии «Легенды русского рока».

## Биография
Окончил математический факультет Калининского государственного университета. После университета читал многочисленные лекции на тему советского андеграунда. В роли зрителя посетил Подольский рок-фестиваль 1987 года, организатором которого был близкий друг Кушнира, журналист и писатель Сергей Гурьев. После этого Александр Кушнир радикально пересмотрел уклад своей жизни и в 1990 году создал фестиваль молодых инди-групп со всего СССР «Индюшата».
С конца 1980-х начинает публиковаться в андеграундной рок-прессе: «Контркультура», «РИО», «Гучномовец», «Ура! Бум! Бум!», «Шумела мышь», «Периферийная Нервная Система», «Окорок» и др. К началу 90-х годов архивы Кушнира представляют собой крупнейшую в стране коллекцию самиздатовской рок-прессы.
Осенью 1994 года вышла в свет первая книга Александра Кушнира «Золотое подполье. Полная иллюстрированная энциклопедия рок-самиздата». Презентация энциклопедии на Международной Книжной выставке во Франкфурте.
С 1996 года PR-сопровождение таких групп, как «Мумий Тролль», Земфира, «Аквариум» «Танцы минус», «Гости из будущего», «Ночные снайперы» и ряд проектов Максима Фадеева.
В 1999 году Александр Кушнир создал музыкально-информационное агентство «Кушнир Продакшн». В каталог агентства вошли молодые артисты «Дискотека Авария», «Танцы Минус», «Небо Здесь», Total, украинские группы «Океан Ельзи», «Вопли Видоплясова», «Грин Грей», а также крупнейшие рок-фестивали: «Максидром», «Крылья», «Нашествие», «Просто Рок», «Старый Новый Рок», «Эммаус».
В том же году выходит энциклопедия «100 магнитоальбомов советского рока» — книга Александра Кушнира о рок-музыке в СССР с подробной информацией и историей создания ста избранных магнитоальбомов, по мнению автора. Одна из наиболее популярных рок-энциклопедий по цитированию в научных работах о советском роке. В основу книги легли многочисленные интервью с музыкантами и людьми, участвовавшими в записи альбомов, писателями, фотографами и художниками. Книга имела большой успех и множество положительных отзывов.
В 2004 году Кушнир был признан экспертами журнала Fuzz «лучшим журналистом 2003 года» — после выхода его новых книг «Правда о Мумиях и Троллях», «100 магнитоальбомов советского рока.1977—1991: 15 лет подпольной звукозаписи». В это же время в продаже появляется антология «золотых дисков» «Аквариума» и «Наутилуса Помпилиуса», в буклетах которых были использованы фрагменты текстов из книг Кушнира.
В 2005 году идеолог «Кушнир Продакшн» вошёл в ежегодный справочник «Кто есть кто в российском PR». К этому моменту агентство уже активно сотрудничало с рядом западных артистов. Кушнир провёл пресс-акции таких звёзд, как Пласидо Доминго, HIM, Apocalyptica, Busta Rhymes, Joseline Brown, а также музыкантов рэп-группы Wu-Tang Clan.
Во время акции MTV RMA 2005 Кушнир провёл в пресс-центре на Васильевском спуске церемонию награждения — с участием Димы Билана, Шнура, Валерии, Жасмин, Леры Массквы, Стаса Пьехи, групп «Дискотека Авария», «Корни», «Фабрика», «ВИА Гра» и других.

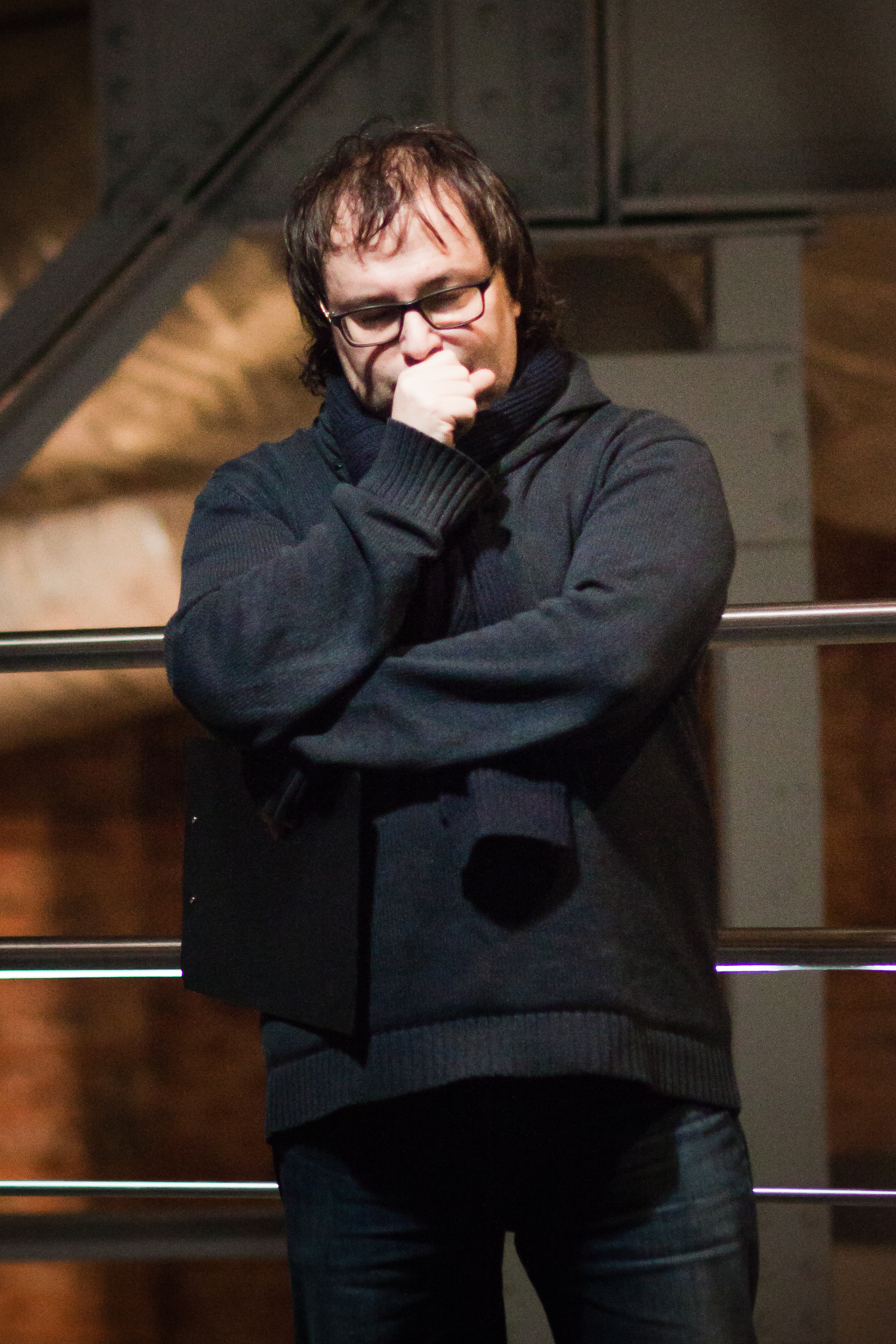
На лекции о творчестве Ильи Кормильцева, 2015

В 2006 году Кушнир с головой погружается в продюсирование музыкальных проектов. После 11-летней паузы он возобновляет фестиваль «Индюшата». Стремясь сохранить концепцию единого музыкального пространства, он собирает молодых рок-музыкантов со всего бывшего СССР. На сегодняшний день «Индюшата» являются старейшей рок-акцией в России.
Осенью 2007 года состоялась презентация книги А. Кушнира «Хедлайнеры. 8 главных артистов и продюсеров России». Акция была совмещена с первым московским концертом ижевской певицы Татьяны Зыкиной — нового открытия Кушнира. В 2010 году Татьяна стала единственной рок-певицей нового поколения, которая была номинирована на национальную премию «Муз-ТВ 2010» в категории «Прорыв года».
С 2007 года Александр Кушнир создал серию мемориальных акций, посвящённых памяти поэта и философа Ильи Кормильцева и композитора, музыканта и общественного деятеля Сергея Курёхина, а также музыканта и поэта Майка Науменко. 

## Писательская деятельность
В конце 2013 года в рамках XV Международной ярмарки интеллектуальной литературы «non/fiction» в ЦДХ Александр Кушнир презентовал книгу «Сергей Курёхин. Безумная механика русского рока». Книга написана в жанре биографии и построена на основе двух сотен интервью с музыкантами «Поп-механики», родственниками Курёхина и его друзьями. Среди интервьюируемых: Борис Гребенщиков, Артемий Троицкий, Сергей Летов, Александр Липницкий, Сергей «Африка» Бугаев, Анастасия Курёхина и многие другие. В 2014 году книга стала лауреатом премии Артемия Троицкого «Степной волк». При поддержке Александра Кушнира в канун юбилея Капитана-Курёхина на фестивале «Усадьба Jazz» в Архангельском состоялась акция «Курёхин: NEXT», где произведения музыканта прозвучали в оркестровых аранжировках под управлением скрипача, композитора Алексея Айги.
В ноябре 2017 в издательстве РИПОЛ классик вышла книга Кушнира об Илье Кормильцеве «Кормильцев. Космос как воспоминание». Презентация прошла в рамках 19 Международной ярмарки интеллектуальной литературы non/fictio№. Книга удостоена премии TerraIncognita в номинации «Поэзия времен» и международной литературной премии им.Н.В.Гоголя в номинации «Портрет».
В 2018 году книги о Курёхине и Кормильцеве стали доступны в аудиоформате на платформе Storytel.
В 2019 году в издательстве РИПОЛ классик вышло переиздание книги «100 магнитоальбомов советского рока» 20 лет спустя. Презентация прошла в рамках Международной ярмарки интеллектуальной литературы Non-fiction в «Манеже».
1 июня 2020 года в издательстве Выргород вышла книга «Майк Науменко. Бегство из зоопарка», посвященная жизни и творчеству лидера группы «Зоопарк». Работа стала финальной частью трилогии Кушнира о судьбах «запрещенных людей» рок-андеграунда, куда также вошли биографии Сергея Курёхина и Ильи Кормильцева.
12 августа 2023 года в издательстве Metamorphoses вышла новая книга Александра Кушнира о героях русского рока «Аквариум: Геометрия хаоса», посвященная 50-летию легендарной группы. Жюри независимой музыкальной премии «Степной волк», возрождённой Артемием Троицким в 2024 году, признало работу лучшей в номинации «Книга года». В этом же году был проведен обширный тур с презентацией книги в Санкт-Петербурге, Новосибирске, Екатеринбурге, Архангельске, Уфе, Казани, Калининграде и др. Весной 2025 года на книжной ярмарке non/fictio№ состоялось литературно-музыкальное мероприятие, посвященное переизданию всего бэк-каталога Кушнира.

## Выставки
В 2023 году в Ельцин Центре в Екатеринбурге состоялась выставка из коллекции Александра Кушнира «Поколение дворников и сторожей», посвященная русскому року 80-х и 90-х годов. В экспозицию вошли несколько сотен уникальных артефактов из истории «Аквариума» и «Кино», «Наутилуса» и «Звуков Му», «Гражданской обороны», «ДДТ» и многих других. Подпольные рок-журналы и самодельные альбомы, неизвестные рукописи Бориса Гребенщикова, графические схемы Егора Летова, машинопись Янки Дягилевой и тексты песен Александра Башлачёва, а также фотографии, картины, плакаты и уникальные пластинки («первопрессы») культовых московских, ленинградских, уральских и сибирских рок-групп. Выставка стала одной из самых посещаемых в истории Ельцин Центра и была продлена.
До этого коллекция самиздата Александра Кушнира выставлялась в Москве в «Галерее 30/7» в 2021 году, куратором проекта выступал Роман Либеров. А впервые зарождавшаяся коллекция Кушнира демонстрировалась в Европе в конце прошлого века. Спонсором выставки в Праге и Франкфурте стала английская Aven Court Ltd.
Весной 2024 года в уфимском Тинькофф Холле открылась масштабная мультимедийная выставка «Герои времени колокольчиков», посвященная русскому року 80-х и 90-х годов. На ней были продемонстрированы уникальные экземпляры из архивов Александра Кушнира, связанные с творчеством таких рок-групп, как «ДДТ» и «Кино», «Наутилус» и «Звуки Му», «Гражданская оборона» и «Зоопарк». В экспозицию, которая собиралась более тридцати лет, вошли подпольные рок-журналы и магнитофонные альбомы, рукописные интервью Бориса Гребенщикова, графические схемы Егора Летова, машинопись Янки Дягилевой и тексты Александра Башлачева.
На основе материалов этих выставок осенью 2024 года в Музее AZ был проведен цикл мероприятий под общим названием «Лабиринты русского рока».

## Преподавательская деятельность
В последние годы Кушнир активно занимается преподавательской деятельностью — в частности, более 15 лет является бессменным мастером курса "Менеджмент в музыкальном бизнесе и индустрии развлечений" бизнес-школы RMA, в Государственном Университете управления (кафедра «Менеджмент и продюсирование в шоу-бизнесе»), в Институте репутационных технологий и в Санкт-Петербургском университете культуры и искусств, в МИТРО и A.S. Workshop.
В 2011—2024 годах Александр Кушнир прочел ряд лекций об особенностях музыкального пиара в Москве,  Санкт-Петербурге, Екатеринбурге, Киеве, Томске, Воронеже, Саратове, Дивногорье, Нижнем Новгороде, Сочи и др. Выступал с докладами на таких столичных площадках, как: Центр документального кино, Центральный дом художника, Музей современного искусства "Гараж", институт медиа, архитектуры и дизайна «Стрелка», Электротеатр Станиславский, кинотеатр "Пионер", ArtPlay, летняя площадка Музеон, Еврейский музей и центр толерантности, ДК Рассвет, Дом творчества Переделкино, ГЭС-2, а также на журфаке МГУ, на Московской международной книжной выставке (ВДНХ), в программе Beat Film Festival, на выставке NAMM MusikMesse, в Музее современного искусства «Эрарта» (Санкт-Петербург), в Доме Печати и Ельцин-центре (Екатеринбург). В начале 2024 года выступил с серией лекций о пиаре перед студентами Высшей школы экономики (НИУ ВШЭ). 

## Награды
- Почётная грамота InterMedia «За выдающийся вклад в развитие отечественного шоу-бизнеса»
- Почётный диплом RMA «За вклад в развитие образования в сфере российской музыкальной индустрии»
- Лауреат премии «Степной волк» за книгу «Сергей Курёхин. Безумная механика русского рока».
- Книга «Кормильцев. Космос как воспоминание» удостоена премии TerraIncognita в номинации «Поэзия времен»
- Книга «Кормильцев. Космос как воспоминание» международной литературной премии им.Н.В.Гоголя в номинации «Портрет»
- Книга «Аквариум: Геометрия хаоса» лауреат премии «Степной волк»